# Rosa Ramalho
Rosa Ramalho, pseudonimo di Rosa Barbosa Lopes OSE (São Martinho de Galegos, 14 agosto 1888 – São Martinho de Galegos, dicembre 1977), è stata una ceramista portoghese.

## Biografia
Nacque nel 1888, nella parrocchia di São Martinho de Galegos (Barcelos). Figlia di un calzolaio e di una tessitrice, sposata a 18 anni con un mugnaio, ebbe sette figli. Imparò a lavorare l'argilla da giovanissima, ma interruppe l'attività per circa 50 anni per curare la famiglia. Solo dopo la morte di suo marito, ormai all'età di 68 anni, tornò a lavorare con l'argilla creando le figure che la resero famosa. Le sue opere sia drammatiche che capricciose, denotano una fantasia prodigiosa. Nello stile, straordinariamente originale, si distinse da altri vasai, e ciò la condusse alla fama internazionale.
Fu il pittore António Quadros ha scoprire il talento artistico di Rosa Ramalho. Il 9 giugno 1980 gli conferirono post mortem il grado di Dama dell'Ordine di San Giacomo della Spada. Nel 1968 aveva anche ricevuto la medaglia "Il Servizio Arti alla Nazione".
Nel 1988, Mário Cláudio scrisse la trilogia della mano : "Rosa", mentre nel 1996 venne prodotto un breve documentario per merito di Nuno Paulo Bouça. Attualmente gli è stata dedicato, il nome di una strada, di una scuola della città di Barcelinhos, e della parrocchia. Probabilmente, in futuro, verrà convertito in museo della ceramica, e a suo nome, un vecchio garage situato nella cittadina di São Martinho de Galegos. Il suo lavoro è proseguito oggi con sua nipote, Júlia Ramalho.